# Абдулла аль-Хаибари
Абдулла аль-Хаибари (араб. عبد الله الخيبري‎; род. 16 августа 1996, Саудовская Аравия) — саудовский футболист, полузащитник клуба «Ан-Наср» и сборной Саудовской Аравии.

## Клубная карьера
Абдулла аль-Хаибари — воспитанник саудовского клуба «Аш-Шабаб». 10 февраля 2017 года он дебютировал в саудовской Про-лиге, выйдя в основном составе в домашнем матче против «Аль-Халиджа».

## Карьера в сборной
28 февраля 2018 года Абдулла аль-Хаибари дебютировал в составе сборной Саудовской Аравии в гостевом товарищеском матче с командой Ирака, выйдя в основном составе.

## Статистика выступлений

### В сборной
| Матчи и голы Абдуллы аль-Хаибари за сборную Саудовской Аравии | Матчи и голы Абдуллы аль-Хаибари за сборную Саудовской Аравии | Матчи и голы Абдуллы аль-Хаибари за сборную Саудовской Аравии | Матчи и голы Абдуллы аль-Хаибари за сборную Саудовской Аравии | Матчи и голы Абдуллы аль-Хаибари за сборную Саудовской Аравии | Матчи и голы Абдуллы аль-Хаибари за сборную Саудовской Аравии | Матчи и голы Абдуллы аль-Хаибари за сборную Саудовской Аравии |
| №                                                             | Дата                                                          | Место проведения                                              | Соперник                                                      | Счёт                                                          | Голы                                                          | Соревнование                                                  |
| ------------------------------------------------------------- | ------------------------------------------------------------- | ------------------------------------------------------------- | ------------------------------------------------------------- | ------------------------------------------------------------- | ------------------------------------------------------------- | ------------------------------------------------------------- |
| 1                                                             | 28 февраля 2018                                               | Басра Спортс Сити, Басра                                      | Ирак                                                          | 1:4                                                           | —                                                             | Товарищеский матч                                             |
| 2                                                             | 27 марта 2018                                                 | Стадион короля Бодуэна, Брюссель                              | Бельгия                                                       | 0:4                                                           | —                                                             | Товарищеский матч                                             |
| 3                                                             | 9 мая 2018                                                    | Рамон де Карранса, Кадис                                      | Алжир                                                         | 2:0                                                           | —                                                             | Товарищеский матч                                             |
| 4                                                             | 3 июня 2018                                                   | аФГ Арена, Санкт-Галлен                                       | Перу                                                          | 0:3                                                           | —                                                             | Товарищеский матч                                             |
| 5                                                             | 8 июня 2018                                                   | Бай-Арена, Леверкузен                                         | Германия                                                      | 1:2                                                           | —                                                             | Товарищеский матч                                             |

Итого: 5 матчей / 0 голов; ksa-team.com.